# Air Nelson
A Air Nelson é uma empresa aérea com sede em Nelson, Nova Zelândia, foi fundada em 1979.

## Frota
Em agosto de 2017:
- Bombardier DHC-8-Q300: 23